# The Third Yakuza, Teil II
The Third Yakuza, Teil II (jap. 新・第三の極道ＩＩ) ist der zweite und abschließende Teil eines japanischen Yakuza-Thrillers von Regisseur Takashi Miike aus dem Jahr 1996. Der Gangsterfilm basiert auf einem Manga von Kazuhiko Murakami, der auch am Drehbuch mitarbeitete.
Die niedrig budgetierte Direct-to-Video-Produktion, in Japan Original Video (kurz: OV) oder V-Cinema genannt, wurde am 20. März 1996 veröffentlicht. In Deutschland folgte die Videoauswertung am 29. August 2008 im japanischen Originalton mit deutschen Untertiteln. Hierbei wurden beide Teile in einem Schuber mit zwei DVDs angeboten.

## Handlung
Hinweis: die Handlung schließt fast nahtlos an den ersten Teil an; Masaki sucht nach den Verantwortlichen für den Tod seines Freundes Soma.
Yakuza Reijirō Masaki ist nach der Tötung seines Erzrivalen Hazama ein geduldetes Führungsmitglied in der Hattori-Familie, einer kriminellen Organisation innerhalb des Todo-Clans. Die loyale und charismatische Führungsfigur ist bestrebt den Mord an seinem alten Weggefährten und Vertrauten zu sühnen und die Mörder als auch die Hintermänner aufzuspüren. Seine Recherchen führen Masaki in Somas jüngste Vergangenheit. Ihm wird schnell klar, dass Soma einer Verschwörung zum Opfer gefallen sein muss, da er kurz vor einem Wechsel in ein mit dem Todo-Clan verbündetes Syndikat stand, um eine bereits besetzte Führungsposition einzunehmen.
Zeitlich versetzt erfährt man, dass der bisherige Stellvertreter des Bukyo-Syndikats, Kokubu, um seine Stellung als auch um den damit verbundenen Machtverlust fürchtet. Gemeinsam mit seinem Untergebenen Shimizu beauftragt der zwielichtige Mann drei Untergebene mit der Ermordung Somas. Anschließend versucht er seine Schergen, die ihn irgendwann mal schwer belasten könnten, durch einen angeheuerten Profikiller loszuwerden. Kijima, eine auffällige Gestalt mit Mütze und Sonnenbrille, liquidiert daraufhin zwei der drei Tatbeteiligten – Karasaki entkommt. Dieser flüchtet zufällig in die kleine Autowerkstatt von Atsushi Hirata, der als Zivilist gelegentlich für Masaki arbeitet. Dort begegnen sich Masaki und Karasaki; der geläutert Widersacher benennt namentlich Kokubu als Verantwortlichen der Intrige. Noch bevor sich Masaki an dem Beschuldigten rächen kann, tötet der allgegenwärtige Profikiller, unterstützt von seiner Schwester Tamami, Karasaki als auch einen befreundeten Detektiv. Am Ende des Films werden sowohl der Meuchelmörder als auch der schmierige Kokubu gewaltsam getötet.
Einen Monat später wird Masaki in einer feierlichen Zeremonie zum Zweiten Mann des Bukyo-Syndikats ernannt.